# Ekphantides
Ekphantides (altgriechisch Ἐκφαντίδης Ekphantídēs, lateinisch Ecphantides) war ein früher Vertreter der Alten Komödie. Nach 458 v. Chr. siegte er viermal bei den Athener Dionysien. Überliefert sind heute die Titel zweier seiner Komödien: Die Proben (Πεῖραι Peírai) und Die Satyrn (Σάτυροι Sátyroi). Aus den Satyrn sind zwei kurze Fragmente erhalten. Einem dritten unbekannten Stück entstammt ein Fragment, in dem er die megarische Komödie kritisierte.